# キリンソウ
キリンソウ（麒麟草、Phedimus aizoon var. floribundus）は、海岸から亜高山帯までの乾燥しやすい草原に生えるベンケイソウ科キリンソウ属に属する多年草である。

## 特徴
茎は太く高さ5-30 cm。葉は肉厚で、長さ2-7cmの倒卵形または長楕円形で互生する。葉の縁は中央から先端にかけて鋸歯形状となる。茎の先端が平らな集散花序となり、マンネングサに似た多数の黄色い花を付ける。花弁は5枚で、花期は5-8月。冬は地上部が枯れ、根元に新芽をのぞかせた状態で越冬する。系統によって高山植物のように栽培しないと失敗するものから、普通の宿根草のように育てられる丈夫な系統まである。高山植物扱いするものは小型のタイプが多く、海岸近くに見られるような大型になるタイプには宿根草扱いでも育つ傾向がある。シノニムの種小名kamtschaticumは、カムチャツカを意味する。
和名の由来は、黄色の花が多数集まって咲くことから、当初「黄輪草」と名付けられ、その後、「麒麟草」という霊獣の名前が当てられたという説がある。「キジンソウ」「キジグサ」ともいい、和名は「傷薬の草」を意味し、これが転訛して「キリンソウ」となったとする説もある。
一見すると、草姿全体の印象はトウダイグサ科ユーフォルビア属の一部植物にも似て見える。また花の様子などは同じベンケイソウ科のセダム属の花に良く似て見えるが、ユーフォルビア属に多く見られる苞は形成せず、また花もセダム属の花は4枚花弁が多く十字型に開花するのに対し、本種は6枚花弁であり星形に開花するため、いずれの物とも花が咲けば比較的容易に見分けがつく。また他にも比較的近縁関係にあるからなのか、花が咲いていない時期の姿は同じベンケイソウ科のカランコエ属の植物にもよく似て見える特徴を有する。

## 分布
シベリア東部・中国・朝鮮半島と日本の北海道・本州・四国・九州の山地の日当たりのよい岩場などに分布する。伊吹山の上野登山道の岩場に群落がある。田中澄江が『新・花の百名山』の著書で弓張山地を代表する花の一つとして紹介している。

## 栽培
風通しのよい日なたで栽培する。寒さには強いので、冬に保護する必要はない。植え替えは、休眠中の芽が動きだす前に行う。必要であれば同時に株分けをする。増やす場合は、株分け、さし芽、種蒔きを行う。株分けは休眠中に行う。大きくなった株は、3分割か4分割程度に分けることができる。さし芽の適期は5月から6月頃で、よく伸びている茎を10cmほど切り、カッターで切り戻してから清潔な用土にさす。さし穂は茎の先端部を使う。株分けやさし芽でよく増えるため、あまり行われないが、種蒔きでもふやせる。

## 種の保全状況評価
日本では以下の都道府県で、以下のレッドリストの指定を受けている。
- 4. 準絶滅危惧　一般保護生物 (D) - 千葉県
- 4. 準絶滅危惧　準絶滅危惧種 - 京都府
- 3. 絶滅危惧Ⅱ類　Bランク - 兵庫県
- 3. 絶滅危惧Ⅱ類　希少種 - 奈良県
- 2. 絶滅危惧Ⅰ類　絶滅危惧I類 - 徳島県
- 5. 情報不足　情報不足 (DD) - 高知県[15]
- 2. 絶滅危惧Ⅰ類　絶滅危惧ⅠA類 (CR) - 長崎県
- 4. 準絶滅危惧　準絶滅危惧 (NT-r,g) - 宮崎県

## 近縁種
ホソバノキリンソウ（Phedimus aizoon （L.）'t Hart var. aizoon）
キリンソウよりも葉が細長く、葉の縁全体が鋸形状となる。神奈川県と三重県で絶滅し、岡山県で絶滅危惧I類に指定されている種である。
エゾノキリンソウ（Phedimus kamtschaticus （Fisch..）'t Hart）
北海道、北千島、カムチャッカに分布し、岸壁に張り付いて生育する。キリンソウよりも根茎が肥厚せず、地面を這い、葉にはきりとした切れ込みがある点で区別される。
タケシマキリンソウ（Sedum takesimense Nakai）
日本と韓国の間の離島，UllONG−DO（鬱陵島，旧日本名は磯竹島または竹島）が原産とされ、草姿はキリンソウに似ており、越冬芽の状態が未展開芽で越冬し、茎が木質を呈する点が特徴とされるが、形状や性状の変異が多く複数の系統が存在すると考えられる。自生種であるため、大半の個体が6月に黄色の花を付ける。
ヒメキリンソウ（Phedimus sikokianus （Maxim. ex Makino） 't Hart）
四国山地固有の多年草。環境省によりレッドリストの絶滅危惧種（絶滅危惧IB類・EN）に指定され、徳島県により絶滅危惧I類、高知県により絶滅危惧II類に指定されている。園芸用の採集・森林の伐採・草地の開発が、減少の主要因と推定されている。 高知県の出身の植物学者である牧野富太郎が手箱山と鳥形山で採取した標本を元に命名した。高知県立牧野植物園が、2011年に植物園栽培での開花に初めて成功した。

## タケシマキリンソウ
「タケシマキリンソウ」（学名：Sedum takesimense Nakai）はベンケイソウ科に属する多年草で、日本と韓国の間の離島、鬱陵島(旧日本名は磯竹島または竹島）が原産とされる。
特徴：キリンソウ類は葉形が倒卵形または長楕円形で短い冬至芽で越冬するが、タケシマキリンソウは越冬芽の状態が未展開芽で越冬し、茎が木質を呈する点が特徴とされるが、形状や性状の変異が多く複数の系統が存在すると考えられる。自生種であるため、大半の個体が6月に黄色の花を付ける。
「タケシマキリンソウ」（学名：Sedum takesimense Nakai）は、東京大学教授で植物分類学者の中井猛之進により、1917年に韓国の鬱陵島において採集され、命名された植物の「種」の名称であり、特定の「品種」を示すものではない。DNAの国際データベースに登録されているが、国際DNAデータベースは基本的に塩基配列データのレポジトリー（保存場所）である。この塩基配列のみでの品種判別は不可である。
1980年代に欧米で園芸種として流通し、我が国では野草店で販売されている。東京大学総合研究博物館のウエブサイトには、1917年6月にKorea.Dagelet Island.で採集されたとされる Sedum takesimense Nakai の標本の画像が掲載されているが、画像からは、園芸種として流通している物との同定は出来ない。

## 関連画像

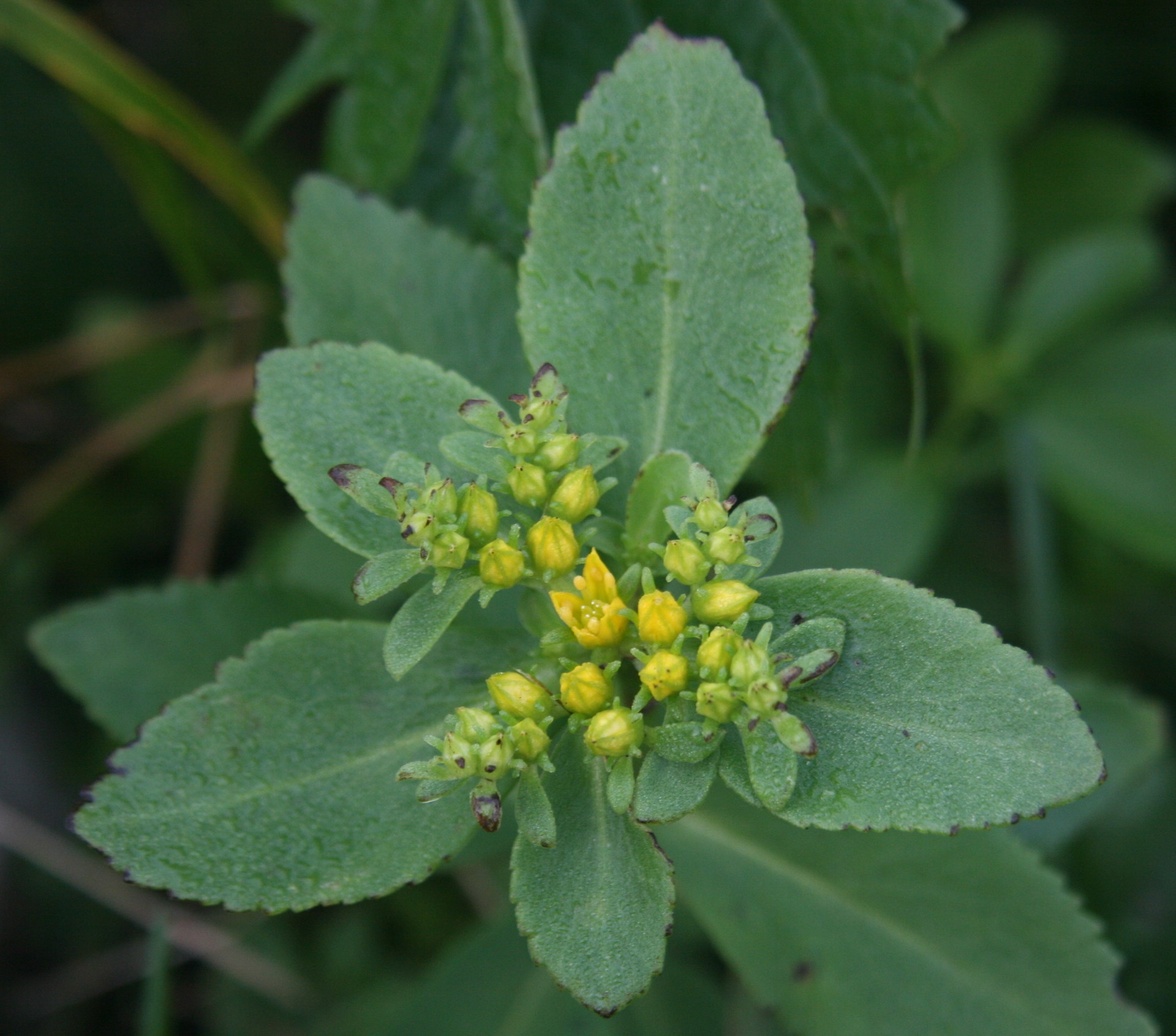
葉と蕾 伊吹山・2011年7月
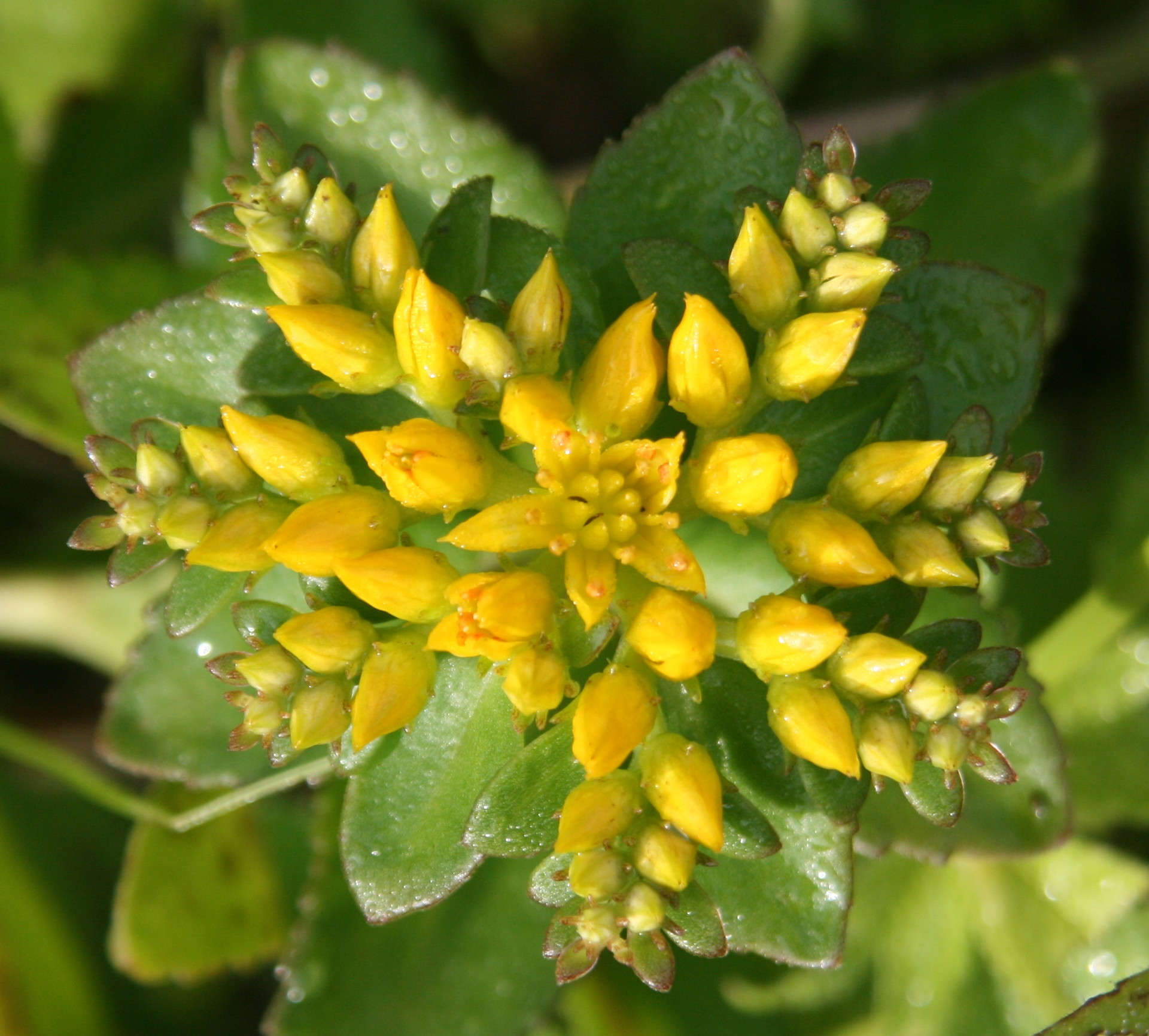
花と蕾 伊吹山・2011年7月
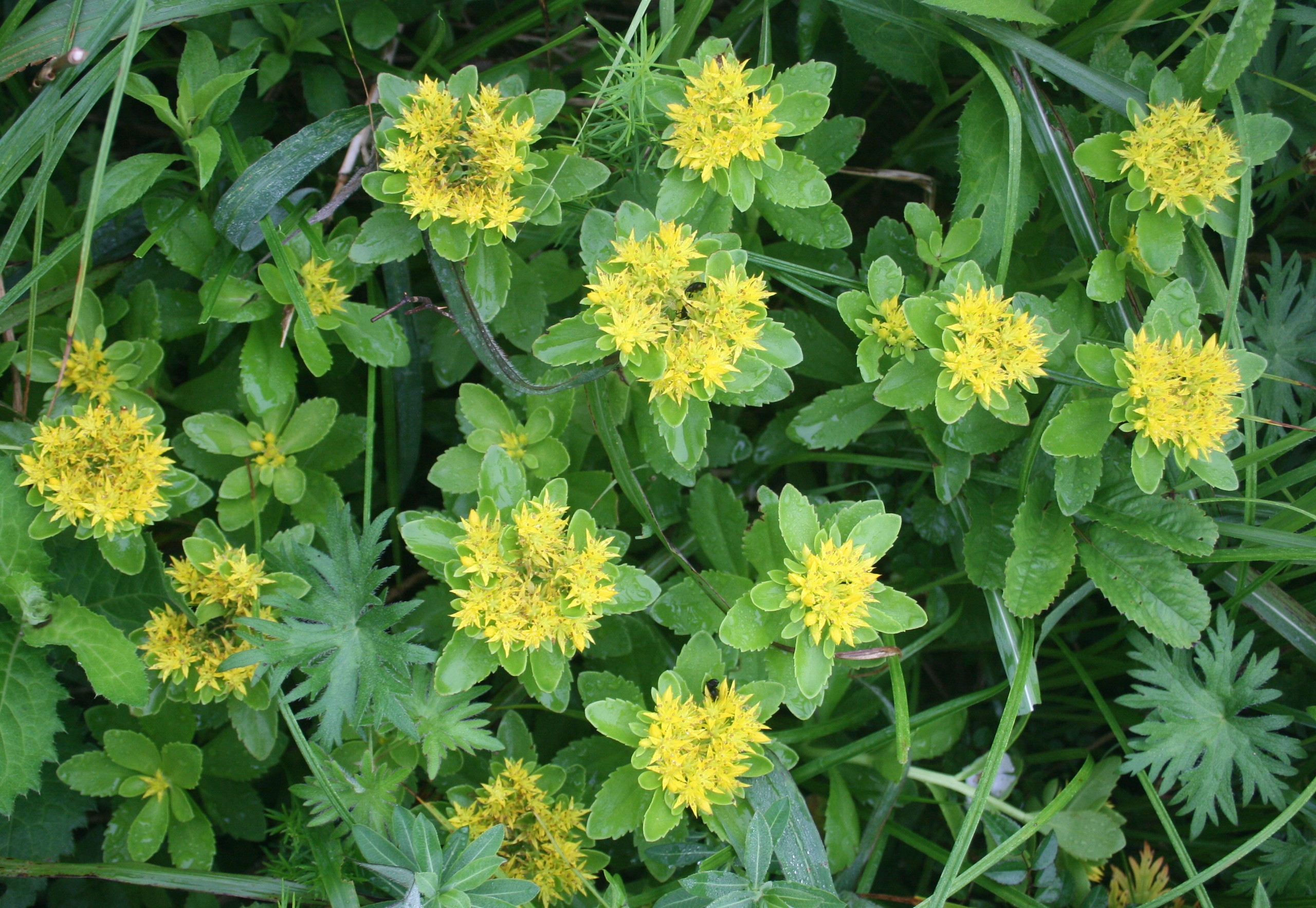
群落 伊吹山・2010年7月
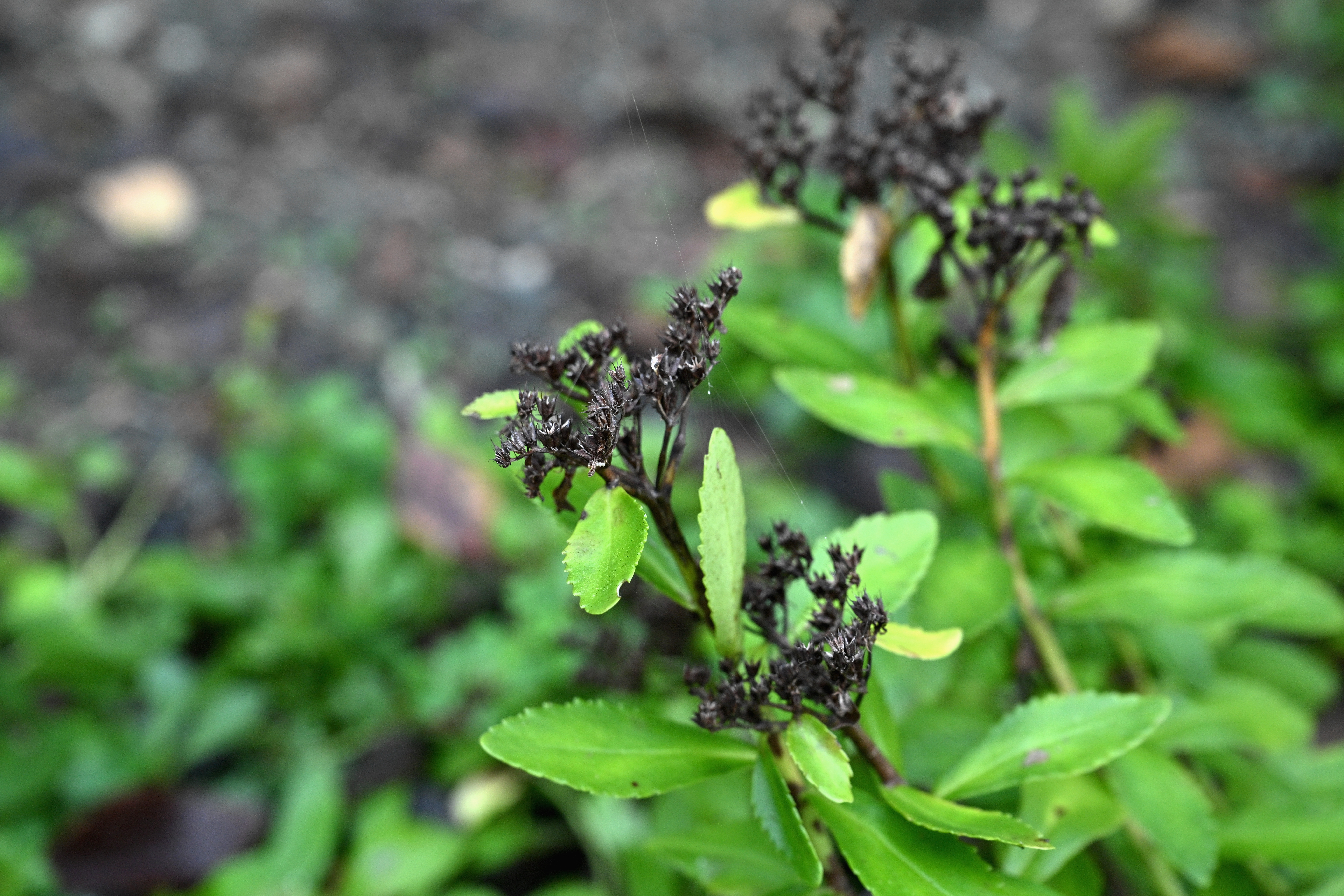
果実 筑波実験植物園・2024年10月